# Phaseolus rosei
Phaseolus rosei é uma espécie vegetal da família Fabaceae.
Apenas pode ser encontrada no Equador.
Os seus habitats naturais são: matagal árido tropical ou subtropical.